# 小和田哲男
小和田 哲男（おわだ てつお、1944年〈昭和19年〉2月1日 - ）は、日本の歴史学者、文学博士。静岡大学名誉教授。日本城郭協会理事長。岐阜関ケ原古戦場記念館館長。研究分野は、日本中世史、特に戦国時代史、後北条氏、今川氏。

## 経歴
静岡県静岡市生まれ、東京都育ち。家族や親戚から「母方の先祖が武田家臣の馬場信春だ」と聞かされて育った。自身のYouTubeチャンネルでの発言によると、母親の旧姓が馬場であり、実家の家系図によると馬場信春の弟の家系ではないか、とのこと。幼稚園から父親の仕事のために東京で育ち、小さな頃から皇居（江戸城）を目の当たりにしていたことで城への興味が沸いたと述べている。
東京都内の千代田区立番町小学校、千代田区立麹町中学校、城北高校を経て早稲田大学教育学部社会科地理歴史専修卒業、1972年同大学院文学研究科博士課程満期退学。1985年に「戦国大名後北条氏の領国制 後北条氏研究」で早稲田大学より文学博士の学位を取得。
1973年（昭和48年）に静岡大学教育学部の専任講師、助教授を経て1987年に教授。教育学部長、附属図書館長を務め、2009年3月に定年退任して名誉教授。2011年には武田氏研究会の会長。
歴史学者小和田泰経は子息。

## 研究業績
- 今川氏は学生時代からの研究テーマ[6]であり、研究書としての『小和田哲男著作集』中の第2巻『今川氏家臣団の研究』は今川氏家臣団を研究した内容としては現時点では最も詳細な方に入る。特に、桶狭間の戦いで織田信長に討たれたためマイナスイメージが強かった今川義元を、経済開発など領国統治の手腕に着目して再評価した[6]。
- 基本的には戦国時代から江戸時代の資料を参考にしている。従来は創作性が強く史料的価値が低くみられていた『甲陽軍鑑』を再評価した酒井憲二の国語学的な研究に賛同し、実証的研究の立場から『甲陽軍鑑』を再評価している[11]。また、その一方で、他の研学者・専門家から「史料の検出方法や解釈に問題がある」との意見も出されている。一例として、未発見の後北条氏分国法『伊勢宗瑞十七ヶ条（仮題）』条文内容の検出をしているが[12]、その史料解釈や方法に問題点があるとされている[13]。
- 日本の城についても研究しており、講演などの際には訪問先の城や城跡に行くよう心がけており、体力づくりのためトレーニングジムに通っている[6]。日本100名城の選定委員も務めた。

## 人物
- 小学生の時に江戸城（明治時代以降は皇居）の石垣や櫓を見て驚く[6]など子供の頃から歴史が好きで、1年生のクラブ活動で歴史部を創設して、顧問の社会科教師に高柳光寿『明智光秀』の輪読を薦められ、明智光秀に関心を持つ[14]。
- 本格的な研究者向けの著作がある一方で、歴史研究の初心者にも読みやすいように図を入れたり文章などに配慮したりした本も多く出版している。『日本史おもしろこぼれ話』のような歴史の余談に関する著作もある。このため特定の戦国武将のファンから反発を受けることもあり、武田信玄が女子供を生け捕りにして売ったことを書いた著作には抗議が来たこともあるという[6]。
- 執筆、講演活動、そしてNHK『その時歴史が動いた』や教育テレビ『NHK高校講座 日本史』などで解説を務める。

## 大河ドラマの時代考証
1996年放送の『秀吉』を皮切りに、戦国時代が舞台の作品でNHK大河ドラマの時代考証にも度々携わっている。
やりがいを語ると同時に、原作の有る作品では、書かれた当時の既成事実と、研究が進んだ現在の既成事実が異なっていることから来る困難さがある。また、ドラマの面白さと脚本を優先されることも多い。
- 『秀吉』（1996年）では第4話「黄金兄弟」の脚本で、清州城の百間石垣[注釈 1]3日普請の秀吉が認められたエピソードとしては有名でも、清州城の発掘現場に何回も行っていて研究者に聞いても、「当時の石垣が出てこない」と脚本を否定したが、「発掘面積が2-3%では史実として無いとは言えない」とスタッフに反論され押し切られ放送された。2014年現在も発掘されていない[16]。
- 『江〜姫たちの戦国〜』（2009年）でも、脚本と史実との違いを指摘しても、結局ドラマの演出性が優先されたシーンが製作放送されたこともある。お市とその娘3人が城外へと逃れる時の小谷城炎上は、打ち合わせ後に演出家から電話で「画にならないので少しの火を出したい」と依頼され認めた。しかし、実際のドラマは大規模な炎上にされてしまい、発掘が進んでいる炎上が無い事実と違うとして研究者に批判され、難しいという[17]。
- その一方で、『功名が辻』（2006年）の本能寺の変シーンでは、舘ひろしの信長にテレビドラマ『西部警察』のオートバイのショットガン射撃のように、明智軍の銃隊に、信長が奥から火縄銃を持って出てきて銃で反撃するシーンが撮りたいと言われた。もちろん『信長公記』の史料には抵抗は「弓・鑓」とあり、史実にないが、ドラマの面白さを優先して認めてしまった。視聴者には話題になったが、さすがに研究者たちに「何をしているんだ」と批判された[18]。

## 著書

### 単著
- 『“国盗り物語"の旅 道三と信長の遺跡をたずねて』サンケイ新聞社出版局、1972年
- 『近江浅井氏』新人物往来社、1973年
- 『戦国武将ものしり事典』新人物往来社、1976年
- 『戦国大名』教育社歴史新書、1978年
- 『城と城下町』教育社歴史新書、1979年
- 『戦国武将』中公新書、1981年 中公文庫、2015年
- 『駿河今川一族』新人物往来社、1983年
- 『後北条氏研究』吉川弘文館、1983年 オンデマンド版　2013年　ISBN　9784642042468
- 『乱世の論理 日本的教養の研究 室町・戦国篇』PHP研究所、1983年『「戦国乱世」に学ぶ』に改題して文庫化
- 『誤伝の日本史 歴史常識50の真相を探る』日本文芸社、1984年
- 『歴史おもしろかくれ話』三笠書房知的生きかた文庫
- 『豊臣秀吉』中公新書、1985年
- 『戦国武将の生き方死に方』新人物往来社、1985年／新人物文庫、2009年
- 『伊達政宗 知られざる実像』新潮社、1986年『史伝伊達政宗』学研M文庫
- 『山田長政 知られざる実像』講談社、1987年『史伝山田長政』学研M文庫
- 『武田信玄 知られざる実像』講談社、1987年『史伝武田信玄』学研M文庫
- 『一冊まるごと徳川家康の本』ロングセラーズ、1987年
- 『春日局 知られざる実像』講談社、1988年／吉川弘文館「読みなおす日本史」、2022年 ISBN 9784642075183
- 『三方ケ原の戦い 武田信玄上洛への大戦略!!』学習研究社、1989年（「歴史群像」シリーズ 合戦ドキュメント 2）のち文庫
- 『桶狭間の戦い 信長会心の奇襲作戦』学習研究社、1989年、のち文庫
- 『北条早雲とその子孫 知られざる北条五代の実像』聖文社、1990年
- 『軍師・参謀 戦国時代の演出者たち』中公新書、1990年
- 『日本史小百科 27 武将』近藤出版社、1990年
- 『図説織田信長 男の魅力』三笠書房、1991年
- 『織田家の人びと』河出書房新社、1991年
- 『日本の歴史がわかる本（全3冊）』三笠書房知的生きかた文庫、1991年
- 『国際情報人信長』集英社、1991年
- 『「国盗り」の組織学 乱世を生き抜いた知恵』日本経済新聞社、1991年『歴史に学ぶ「乱世」の守りと攻め』集英社文庫
- 『日本史おもしろこぼれ話』三笠書房、1991年『日本の歴史“とっておきの話"』文庫
- 『日本史101の謎 歴史のウラ舞台』三笠書房、1992年『日本歴史101の謎』文庫
- 『戦国の参謀たち 信長・秀吉・家康を支えた「副」の生き方』実業之日本社、1992年『戦国参謀 頭の使い方』三笠書房知的生きかた文庫
- 『参謀・補佐役・秘書役 強い組織を支える人間集団の研究』PHP研究所、1992年
- 『日本の歴史・合戦おもしろ話』三笠書房知的生きかた文庫、1992年
- 『危機突破の発想 戦国武将は知恵で勝つ』日本経済新聞社、1992年『戦国武将 頭の使い方』三笠書房知的生きかた文庫
- 『高天神城の総合的研究』大東町教育委員会、1993年
- 『日本の歴史がわかる本 人物篇（全3冊）』三笠書房知的生きかた文庫、1993年
- 『関ケ原の戦い 勝者の研究・敗者の研究』三笠書房、1993年
- 『この一冊で「戦国武将」101人がわかる!』三笠書房知的生きかた文庫、1994年
- 『太閤記の人々 「秀吉」ワールドのオールスター勢ぞろい』同文書院、1995年
- 『戦国10大合戦の謎 作戦・陣立て・用兵-真実はこうだった』PHP研究所、1995年のち文庫
- 『秀吉のすべてがわかる本』三笠書房、1995年『一冊で読む豊臣秀吉のすべて』文庫
- 『城と秀吉 戦う城から見せる城へ』角川書店、1996年
- 『この一冊で日本の歴史がわかる!』三笠書房、1996年
- 『毛利元就知将の戦略・戦術』三笠書房知的生きかた文庫、1996年
- 『戦国合戦事典』PHP文庫、1996年
- 『石田三成「知の参謀」の実像』PHP新書、1997年
- 『戦国三姉妹物語』角川選書、1997年
- 『呪術と占星の戦国史』新潮選書、1998年『戦国軍師の合戦術』文庫
- 『通勤電車で楽しむ日本史の本』三笠書房知的生きかた文庫、1998年 改題『名場面でわかる日本の歴史』
- 『明智光秀 つくられた「謀反人」』PHP新書、1998年『明智光秀と本能寺の変』PHP文庫、2014年
- 『「先読み」と「決断」のにんげん日本史』講談社、1999年
- 『関ヶ原から大坂の陣へ』新人物往来社、1999年
- 『徳川秀忠 「凡庸な二代目」の功績』PHP新書、1999年
- 『日本人は歴史から何を学ぶべきか』三笠書房、1999年のち文庫
- 『小和田哲男著作集』清文堂出版、2000年-2002年
  - (1) 今川氏の研究
  - (2) 今川氏家臣団の研究
  - (3) 武将たちと駿河・遠江
  - (4) 争乱の地域史 西遠江を中心に
  - (5) 中世の伊豆国
  - (6) 中世城郭史の研究
  - (7) 戦国城下町の研究
- 『日本史50の大逆転』三笠書房知的生きかた文庫、2001年
- 『「人望」の研究』ちくま新書、2001年
- 『日本の歴史を騒がせたこんなに困った人たち』祥伝社黄金文庫、2001年
- 『3時間で頭に入る日本の歴史』三笠書房、2002年
- 『日本史講義 日本人の足跡を知り、確かな展望をつかむために』ナツメ社、2002年
- 『日本国宝物語 歴史に秘められた謎を訪ねて』ベスト新書、2002年
- 『豊臣秀次 「殺生関白」の悲劇』PHP新書、2002年
- 『歴史探索入門 史跡・文書の新発見』角川選書、2003年
- 『信長 徹底分析十七章』KTC中央出版、2003年『集中講義織田信長』新潮文庫
- 『戦うリーダーのための決断学』PHP研究所、2003年
- 『日本史を動かした名言 その「名場面」を読み解く』青春出版社、2004年
- 『今川義元 自分の力量を以て国の法度を申付く』ミネルヴァ書房：ミネルヴァ日本評伝選、2004年
- 『賢妻・千代の理由』日本放送出版協会、2005年
- 『山内一豊 負け組からの立身出世学』PHP新書、2005年
- 『秀吉の天下統一戦争』吉川弘文館、2006年（戦争の日本史）ISBN 9784642063258
- 『甲陽軍鑑入門 武田軍団強さの秘密』角川文庫、2006年
- 『駿府の大御所徳川家康』静岡新聞社新書、2007年
- 『戦国時代は裏から読むとおもしろい! 「敗者」から見たもうひとつの戦国合戦史』青春文庫、2007年
- 『戦国の城』学研新書、2007年、のち同文庫、2013年
- 『名城と合戦の日本史』新潮選書、2007年 新潮文庫、2015年
- 『戦国武将を育てた禅僧たち』新潮選書、2007年
- 『知識ゼロからの戦国武将入門』幻冬舎、2007年
- 『戦国の合戦』学研新書、2008年
- 『名参謀・直江兼続』三笠書房、2008年
- 『天下人に学ぶ逆転勝利の戦略 信長・秀吉・家康戦国リーダーの負け戦』梧桐書院、 2009年
- 『北政所と淀殿 豊臣家を守ろうとした妻たち』吉川弘文館：歴史文化ライブラリー、2009年　オンデマンド版　2019年　ISBN 9784642756747
- 『知識ゼロからの日本の城入門』幻冬舎、2009年
- 『戦国の群像』学研新書、2009年
- 『戦国大名一〇六家最強の系図』新人物往来社、2009年
- 『詳細図説信長記』新人物往来社、2010年
- 『詳細図説秀吉記』新人物往来社、2010年
- 『詳細図説家康記』新人物往来社、2010年
- 『歴史ドラマと時代考証』中経の文庫、2010年
- 『戦国武将の手紙を読む 浮かびあがる人間模様』中公新書、2010年
- 『お江 戦国の姫から徳川の妻へ』角川選書、2010年
- 『戦国三姉妹 茶々・初・江の数奇な生涯』角川選書、2010年
- 『お江と戦国武将の妻たち』角川ソフィア文庫、2010年
- 『黒田如水 臣下百姓の罰恐るべし』ミネルヴァ書房：〈ミネルヴァ日本評伝選〉、2012年
- 『NHK さかのぼり日本史（7）―戦国 富を制する者が天下を制す』NHK出版、2012年
- 『武将に学ぶ第二の人生』メディアファクトリー新書、2013年
- 『名軍師ありて、名将あり』NHK出版、2013年
- 『黒田官兵衛 智謀の戦国軍師』平凡社新書、2013年
- 『戦国大名と読書』柏書房、2014年
- 『戦国史を歩んだ道』シリーズ「自伝」：ミネルヴァ書房、2014年
- 『いざ城へ 厳選50名城と城下町歩き』交通新聞社 トラベルMOOK ジパング倶楽部 2015年
- 『駿河今川氏十代 戦国大名への発展の軌跡』戎光祥出版 中世武士選書 2015年
- 『戦国静岡の城と武将と合戦と』静岡新聞社 2015年
- 『戦国武将の実力 111人の通信簿』中公新書 2015年
- 『知識ゼロからの真田幸村入門』幻冬舎 2015年
- 『井伊直虎 戦国井伊一族と東国動乱史』洋泉社新書 2016年
- 『明智光秀・秀満 ときハ今あめが下しる五月哉』〈ミネルヴァ日本評伝選 196〉ミネルヴァ書房 2019年
- 『戦国武将の叡智』中公新書、2020年

### 共編著
- （助野健太郎）『近江の城下町』桜楓社、1971年
- 『浅井氏三代文書集 江州小谷城主』浅井家顕彰会、1972年
- 『戦国大名今川氏の研究と古文書』駿河古文書会、1974年
- （本多隆成）『静岡県の歴史 中世編』静岡新聞社、1978年
- 『図録中世文書の基礎知識』柏書房、1979年
- （山本大）『戦国大名家臣団事典 東国編／西国編』新人物往来社、1981年
- 『関が原合戦のすべて』新人物往来社、1984年
- 『戦国合戦事典 応仁の乱から大坂夏の陣まで』三省堂、1984年のちPHP文庫
- （山本大）『戦国大名系譜人名事典 東国編／西国編』新人物往来社、1985年
- 『図説武田信玄 戦国の巨星の生涯』立風書房、1988年
- （宮上茂隆）『図説織田信長』河出書房新社、1991年
- 『今川義元のすべて』新人物往来社、1994年
- 『戦国大名閨閥事典（第1-3巻）』新人物往来社、1996-1997年）
- 『これで面白くなる!日本の歴史 人物エピソード篇』PHP研究所、1998年
- （榛村純一）『戦国武将夫妻のパートナーシップ 山内一豊と千代夫人にみる』清文社、2000年
- 『静岡県の不思議事典』新人物往来社、2000年
- （菅原正子、仁藤敦史）『日本史諸家系図人名辞典』講談社、2003年
- 『戦国の女性たち 16人の波乱の人生』河出書房新社、2005年
- 『山内一豊のすべて』新人物往来社、2005年
- 『浅井長政のすべて』新人物往来社、2008年

### 監修
- 『天下を目指せ！戦国合戦 パノラマ大図鑑』ポプラ社、2014年
- 『戦国武将「変わり兜」大全集』双葉社、2015年
- 『マンガで読む 戦国の徳川武将列伝』戎光祥出版、2016年
- 『マンガで読む 井伊直政とその一族』戎光祥出版、2016年
- 『戦国大名北条氏の歴史-小田原開府五百年のあゆみ』小田原城総合管理事務所編、吉川弘文館、2019年 ISBN 9784642083676

### 記念論集
- 『今川氏とその時代―地域研究と歴史教育』清文堂出版、2009年
- 小和田哲男先生古稀記念論集刊行会編集『戦国武将と城 小和田哲男先生古希記念論集』サンライズ出版、2014年

### 時代考証
- NHK大河ドラマ
  - 『秀吉』下山治久と連名、1996年
  - 『功名が辻』2006年
  - 『天地人』2009年
  - 『江〜姫たちの戦国〜』2011年
  - 『軍師官兵衛』2014年
  - 『おんな城主 直虎』大石泰史と連名、2017年
  - 『麒麟がくる』2020年
  - 『どうする家康』平山優・柴裕之と連盟、2023年